# Sensus plenior

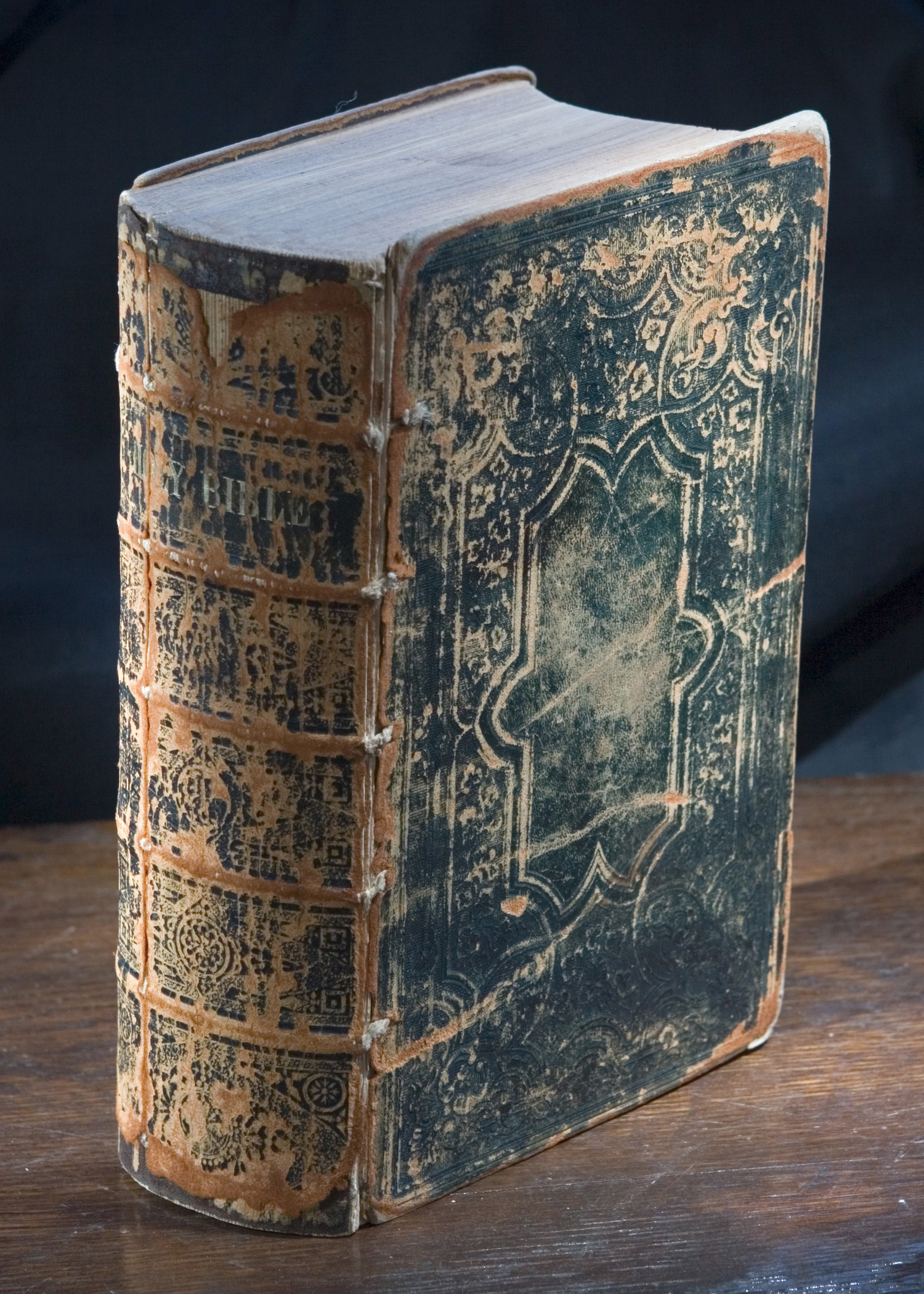
Una vecchia edizione della Bibbia

Nell'esegesi cristiana della Bibbia il termine latino sensus plenior (letteralmente "senso più pieno") viene usato per descrivere il senso più profondo inteso da Dio per un particolare testo del quale l'autore originale non necessariamente era consapevole. Esso implica che nella Bibbia sia possibile trovare più significati per lo stesso testo rispetto a quello che deriva dalla comprensione delle circostanze in cui l'originale era stato scritto.
Walter C. Kaiser (studioso evangelico americano dell'Antico Testamento, n. 1933) nota come sia stato  F. André-Fernandez a coniare questo termine nel 1927, ma è stato reso popolare dallo studioso cattolico Raymond E. Brown. Il Sensus plenior corrisponde all'interpretazione rabbinica delle Scritture ebraiche  — remez ("allusione"), drash ("ricerca"), e/o sod ("segreto") per la quale da un dato testo si trae un "significato più profondo". I cristiani conservatori fanno uso di questo termine per intendere l'insegnamento più vasto o intero della Bibbia.
"Sensus plenior" è usato in riferimento a quei testi della Bibbia che, al loro livello più ovvio parlano di una persona o avvenimento, ma che pure hanno un senso più profondo, quello a cui si allude attraverso lo specifico avvenimento in questione. In altre parole, "sensus plenior" è il termine attraverso il quale si riconosce come alcuni personaggi o avvenimenti nell'Antico Testamento di fatto sono tipologie o "tipi" e che i brani che parlano di quelle persone o avvenimenti non parlano solo di loro, ma anche degli "antitipi" (cioè degli adempimenti dei tipi) che essi adombrano.
Il “senso pieno” di un testo biblico può essere rilevato come conseguenza del principio del circolo ermeneutico, solo alla luce degli altri testi biblici e alla luce della Rivelazione nel suo insieme (analogia fidei).

## Esempio
Un buon esempio in cui può essere applicato il principio del "sensus plenior" è quello dell'episodio dell'Antico Testamento in cui, durante la marcia attraverso il deserto verso la terra promessa, il popolo di Israele protesta perché manca loro acqua da bere. Dio, così istruisce Mosè di colpire con il suo bastone la roccia del monte Oreb e miracolosamente ne scaturisce acqua da bere (Esodo 17:1-7). Questo testo si riferisce ad un avvenimento storico reale ed il suo significato di base si riferisce semplicemente ad una roccia fisica dalla quale sgorga dell'acqua ed il tutto può essere applicato alla provvidenza di Dio. Questo stesso testo, però, secondo l'interpretazione che ne dà il Nuovo Testamento, è indicazione di qualcosa di più profondo. È una tipologia di come Cristo, Roccia della nostra salvezza, viene colpito dal bastone della giustizia di Dio e, di conseguenza, dal suo corpo ferito fluisce per noi il perdono di Dio e la vita spirituale di cui abbiamo bisogno. In altre parole, in questo testo c'è un "sensus plenior". È quanto istruisce a fare l'Apostolo Paolo in 1 Corinzi 10:4, dove afferma: "bevvero tutti la stessa bevanda spirituale, perché bevevano alla roccia spirituale che li seguiva; e questa roccia era Cristo".
Più avanti l'Apostolo dice che "queste cose avvennero loro per servire da esempio e sono state scritte per ammonire noi, che ci troviamo nella fase conclusiva delle epoche" (1 Corinzi 10:11), autorizzando apparentemente i cristiani a vedere un "sensus plenior" in tutta la Bibbia.

## Critiche
La legittimità del "sensus plenior" al di fuori dell'uso che espressamente viene fatto nel Nuovo Testamento è criticato da quegli studiosi che sostengono il principio che un testo biblico debba avere un solo ed unico significato. Essi richiamano l'attenzione sul fatto che l'applicazione estesa di questo principio conduce spesso a posizioni contraddittorie e contrastanti e ad abusi, aprendo la chiesa cristiana, come una sorta di "cavallo di Troia", ad ogni genere di eresie che, secondo i loro proponenti, sarebbero "implicite" in determinati testi.
Vi è chi esprime perplessità sulle interpretazioni che lo stesso Nuovo Testamento propone per molti brani dell'Antico come pure sull'uso che del "sensus plenior" fa la tradizione ebraica rabbinica.